# Santuário da Vida Selvagem de Nandhaur
O Santuário da Vida Selvagem de Nandhaur é um santuário de vida selvagem em Uttarakhand, na Índia, criado em 2012. O santuário faz parte da Terai Arc Landscape (TAL), uma zona florestal que se estende de Uttarakhand na Índia ao Nepal.

## Terai Arc Landscape
A Paisagem do Arco Terai (TAL) se estende do rio Yamuna, na Índia, a oeste, até o rio Bagmati, no Nepal, a leste, cobrindo uma área de cerca de 50.000 km². A paisagem faz parte da eco-região Tarai-Duar Savana e possui duas regiões fisiográficas distintas, os terais e os bhabar. A TAL possui uma das populações de tigres mais densas do mundo e abriga 14 áreas protegidas, das quais cinco estão no Nepal. O tigre, o elefante asiático e o rinoceronte indiano são três espécies emblemáticas da região. Em Uttarakhand, os rios Yamuna, Ganges, Gola e Sarda dividem os terais em três grandes paisagens.

## Santuário de Nandhor
O Santuário Nandhaur fica entre os rios Gola e Sarda, na divisão florestal de Haldwani, e cobre uma área de 269,96 km². O Santuário Nandhaur é um elo entre as Reservas de Vida Selvagem Bramhadev e Sukhlaphata do Nepal e as florestas ocidentais de Ramnagar e a divisão florestal central de Terai na Índia. Antes de ser notificado como um santuário da vida selvagem pelo Ministério Indiano do Meio Ambiente e Florestas, grande parte da paisagem de Nandhaur era uma floresta reservada. Nandhaur é principalmente uma floresta de sal. Desde 2002, Nandhaur faz parte da Reserva Shivalik Elephant. O Wildlife Institute of India, em 2004, reconheceu Nandhaur como um dos três habitats viáveis, fundamentais para o futuro a longo prazo do tigre.

## Flora e fauna

### Flora
De acordo com a classificação das florestas Champion e Seth, Nandhaur possui 27 tipos e subtipos diferentes de floresta dentro de seus limites. Além do sal, shisham, bambu, teca e pinheiro chir são árvores importantes.

### Fauna
Nandhaur é o lar de cerca de 25 espécies de mamíferos, 250 espécies de pássaros, 15 espécies de répteis e 20 espécies de peixes. As principais espécies de mamíferos incluem elefantes asiáticos, leopardos, tigres e ursos-preguiça.